# Al Qal'a v Beni Hammad
Al Qal'a of Beni Hammad (arabsko قلعة بني حماد), znan tudi kot Qal'a Bani Hammad, je utrjeno palatinsko mesto v Alžiriji. Zdaj v ruševinah je v 11. stoletju služilo kot prva prestolnica rodbine Hamadid. Je v gorovju Hodna severovzhodno od M'Sile, na nadmorski višini 1418 metrov in prejema obilo vode iz okoliških gora. Najdišče je blizu mesta Maadid (alias Maadhid), približno 225 kilometrov jugovzhodno od Alžira, v Magrebu.
Leta 1980 ga je UNESCO vpisal na seznam svetovne dediščine pod imenom Al Qal'a of Beni Hammad in ga opisal kot »verodostojno sliko utrjenega muslimanskega mesta«.
Mesto vključuje 7 kilometrov dolgo linijo obzidij. Znotraj obzidja so štirje stanovanjski kompleksi in največja mošeja, zgrajena v Alžiriji po mošeji Mansurah. Po zasnovi je podobna Veliki mošeji v Kairouanu, z 20 metrov visokim minaretom.
Izkopavanja so prinesla na dan številne terakote, dragulje, kovance in keramiko, ki dokazujejo visoko raven civilizacije pod rodbino Hamadid. Med odkritimi artefakti je tudi več okrasnih fontan z motivom leva. Ostanki emirjeve palače, znane kot Dal al-Bahr, vključujejo tri ločene rezidence, ločene z vrtovi in paviljoni.

## Zgodovina
Trdnjavo je leta 1007 zgradil Hammad ibn Buluggin, sin Buluggina ibn Zirija in ustanovitelj Alžira. Mesto je postalo prestolnica Hamadidskih Berberov in je vzdržalo obleganje Zirida leta 1017. Leta 1090 je bilo opuščeno zaradi grožnje Banu Hilala in delno uničeno s strani Almohadov leta 1152.
Al-Bakri je v 11. stoletju opisal Qalaa kot veliko in močno vojaško utrdbo in trgovsko središče, ki je privabljalo karavane iz vsega Magreba, Iraka, Sirije, Egipta in Hedžaša. Ibn Haldun je prav tako opozoril, da je bila številčnost popotnikov posledica bogastva virov, ponujenih tistim, ki jih zanimajo znanost, trgovina in umetnost. Qala je pritegnila pesnike, modrece in teologe. Arhitektura Hamadidov je celo vplivala na normansko.
Izkopavanja so se začela leta 1908, povzeta v letih 1952-1956 in se nadaljujejo vse do danes, saj večina najdišča ostaja neraziskana, vidiki palač pa čakajo na nadaljnje študije.

## Arhitektura

### Palače
Hamadidski emirji so zgradili pet palač, ki so danes večinoma uničene. Stolp palače Fanal (Qasr al-Manar) je ohranjen. Zgornjo palačo sestavljajo tri stavbe, razporejene okoli nepravilno oblikovanega preddverja: zasebno stanovanje, dvorana s kupolo in vhodno krilo.
Druge palače so Qasr al-Kawab in Qasr al-Salam. Qasr al-Salam je verjetno služila kot rezidenca vladarske družine in ta struktura povzema številne vidike tipične hamadidske arhitekture. Qasr al-Manar je še ena palača, njena postavitev je podobna Zgornji palači in Qasr al-Salamu, saj so njeni glavni elementi sestavljeni iz preddverja z dvorano za avdience in zasebnega stanovanja, ki sta obdani s stebri v obliki črke T.

#### Dar al-Bahr ali jezerska palača
Dar al-Bahar stoji v bližini kongregacijske mošeje, je bila najverjetneje uporabljena za javne avdience in/ali emirjevo palačo. Vzhodno dvorišče, ki ga zaseda velik vodni bazen, je navdihnilo ime palače. Med dvema dvoriščema je glavna sprejemna soba, dvorana s kupolo pa je severno od vodnega igrišča. Zunanje stene so sestavljene iz opornikov različnih oblik. Kar zadeva vodno dvorišče, je igrišče dolgo 71 metrov in široko 51 metrov, medtem ko je bazen dolg 68 metrov, širok 48 metrov in globok 1,3 metra. Dvorišče je bilo z vseh strani obdano s stebri v obliki črke T.
Palača Dar al-Bahr je dobila ime po svojem pravokotnem bazenu, ki je meril 67 krat 47 metrov. Klančina na enem koncu bazena je bila uporabljena za spuščanje čolnov. Sklicevanje na navtične prikaze v tem bazenu se pojavlja v zapisih sodobnih obiskovalcev. Bazen je bil obdan s portikom in dostopen skozi monumentalen vhod na vzhodni strani. Zahodno od bazena je bila dvignjena terasa in dvorišče z vrtovi. Zunaj obzidja kompleksa palače se vrtovi raztezajo od vzhoda proti zahodu čez mesto in do globine skoraj 100 metrov. Vrtov arheologi še niso raziskali, čeprav so odkrili okrasne fontane.

### Mošeja
Hamadidska mošeja naj bi bila največja mošeja, zgrajena v severni Afriki pred 20. stoletjem in ima tipičen kvadratni minaret v magrebskem slogu visok 25 m; je edini preostali del porušene Velike mošeje; stavba je nekoliko podobna seviljski Giraldi.

### Dekoracija
Arhitektura v Qalaat Beni Hammadu je vsebovala okraske iz »porcelanskih mozaikov iz raznobarvne fajanse, izrezljanih plošč in mavca, emajliranih kapnikov iz terakote; okrasje stavb in keramike je bilo sestavljeno iz geometrijskih vzorcev in stiliziranih cvetličnih motivov«.
V Qal'at Beni Hammadu so odkrili fragmente štukature iz Qasr al-Salama in Qasr al-Manarja, ki so lahko najstarejši fragmenti muqarnas v zahodnem islamskem svetu in segajo v 11. ali 12. stoletje.(str.133) Na islamskem zahodu ni zgodnejših primerov muqarnas. Po mnenju Luciena Golvina so fragmenti polkupole muqarnas v Kasr al-Salamu najstarejši dokumentirani ostanki pravega oboka v islamskem svetu. Vendar pa so drugi učenjaki islamske arhitekture podvomili ali zavrnili datiranje teh fragmentov ali njihovo identifikacijo kot prave muqarnas.
Poleg tega se stavbe Qal'at štejejo za dokumentirane predhodnike določenega razvoja zahodne islamske umetnosti v 12. stoletju. Mavčni kapiteli, ki so bili najdeni v Qal'atu, so bili sestavljeni iz gladkih listov, ukrivljenih v zgornjem delu, in veljajo za predhodnike običajnih almoravidskih in almohadskih oblik, ki jih vidimo v Veliki mošeji v Tlemcenu ali v Tinmelu. Ogrodje posode iz marmorja in fragment iz sivega marmorja dokumentirata uporabo večplastnih lokov s spiralno oblikovanim impost okrasom. Uporaba tega motiva v Qal'atu se je kasneje razširila v času Almoravidov in postala univerzalna v stavbah Almohadov. Kvadratne sobe, obdane z razgibanimi banjastimi oboki v Qasr al-Manarju, so primerjali z almohadskimi minareti in Torre Pisano v Palermu, ki je starejši. Hamadidske palače naj bi vsebovale tudi prvo ali eno prvih dokumentiranih rab šadirvana (Nekakšen vodnjak perzijskega izvora, ki daje vodo za pitje ali obredno umivanje več ljudem hkrati).